# Cementerio nacional de Puerto Rico
El Cementerio nacional de Puerto Rico es un cementerio nacional de Estados Unidos situado en la ciudad de Bayamón, en el estado libra asociado de Puerto Rico. Abarca 108,2 acres (43,8 ha) de tierra, y para finales de 2005, tenía 44.722 sepulturas. Es el único cementerio nacional de Puerto Rico, y el único fuera del territorio continental de Estados Unidos.
El terreno en el que se encuentra el cementerio se encontraba bajo la jurisdicción de la Marina de los Estados Unidos desde 1898, cuando España cedió Puerto Rico a los Estados Unidos como consecuencia de los tratados firmados que terminaron oficialmente la Guerra hispano-estadounidense. El área fue utilizada como campo de tiro de ametralladora durante la Segunda Guerra Mundial.
El Gobierno de los Estados Unidos decidió que el sitio, que se encuentra en Bayamón y está a unos 13 kilómetros de San Juan, sería adecuado para la construcción de un nuevo cementerio. El terreno fue transferido a la custodia del Departamento del Ejército de Estados Unidos y la empresa privada de la fuente y Montilla fue contratada para construir el cementerio.
El cementerio fue dedicado el Día de los Veteranos en 1949, en una ceremonia a la que asistieron Luis Muñoz Marín, el Gobernador de Puerto Rico, y el general Herman Feldman, de la Intendencia del Ejército de EE. UU. El cementerio se ha convertido en un santuario para los veteranos puertorriqueños que han servido en el ejército de Estados Unidos y los que perecieron durante el servicio activo.